# Nikolaja Zubova, zaliv
Nikolaja Zubova, zaliv är en vik i Antarktis. Den ligger i Östantarktis. Australien gör anspråk på området.